# Deutsche Orientierungslaufmeisterschaften 2014
Die Deutschen Orientierungslaufmeisterschaften 2014 fanden in vier Wettbewerben statt.
Der Zeitplan der Wettbewerbe sah wie folgt aus:
- 10. Mai: Sprint in Bad Lippspringe (Verband Nordrhein-Westfalen; ausrichtende Vereine: ASG Teutoburger Wald, Bielefelder TG, OL-Team Lippe)
- 24. Mai: Staffel in Ehrenfriedersdorf (Verband Sachsen)
- 6. September: Mitteldistanz in Weißenborn (Verband Thüringen)
- 4. Oktober: Langdistanz in Coswig (Verband Sachsen)

## Sprint
| Platz | Athlet             | Verein                    | Zeit      |
| ----- | ------------------ | ------------------------- | --------- |
| 1     | Bojan Blumenstein  | OSC Kassel                | 15:46 min |
| 2     | Alexander Lubina   | DJK Adler 07 Bottrop      | 15:48 min |
| 3     | Christoph Prunsche | TuS Lübbecke              | 15:50 min |
| 4     | Immanuel Berger    | Gundelfinger Turnerschaft | 16:04 min |
| 5     | Jonas Kjäll        | USV TU Dresden            | 16:10 min |
| 6     | Christoph Brandt   | SSV Planeta Radebeul      | 16:17 min |
| 7     | Sören Lösch        | USV Jena                  | 16:24 min |
| 8     | Teodor Yordanov    | OC München                | 16:29 min |

| Platz | Athletin          | Verein               | Zeit      |
| ----- | ----------------- | -------------------- | --------- |
| 1     | Susen Lösch       | USV Jena             | 14:44 min |
| 2     | Resi Rathmann     | SV Schmalkalden 04   | 15:45 min |
| 3     | Theresa Flechsig  | USV TU Dresden       | 15:56 min |
| 4     | Esther Doetsch    | DJK Adler 07 Bottrop | 16:00 min |
| 5     | Sabine Rothaug    | OSC Kassel           | 16:03 min |
| 6     | Josephine Greiner | OC München           | 16:21 min |
| 6     | Karin Schmalfeld  | BSV Halle-Ammendorf  | 16:21 min |
| 8     | Anna Reinhardt    | USV TU Dresden       | 16:34 min |

## Mitteldistanz
| Platz | Athlet                            | Zeit      |
| ----- | --------------------------------- | --------- |
| 1     | Bjarne Friedrichs MTV Seesen      | 35:00 min |
| 2     | Bojan Blumenstein OSC Kassel      | 35:55 min |
| 3     | Florian Flechsig USV TU Dresden   | 36:33 min |
| 4     | Teodor Yordanov OC München        | 37:11 min |
| 5     | Sören Lösch USV Jena              | 37:26 min |
| 6     | Philipp Müller Post SV Dresden    | 37:34 min |
| 7     | Ed Nash SV Turbine Neubrandenburg | 37:50 min |
| 8     | Sebastian Bergmann SV TU Ilmenau  | 37:53 min |

| Platz | Athlet                                         | Zeit      |
| ----- | ---------------------------------------------- | --------- |
| 1     | Resi Rathmann SV Schmalkalden 04               | 39:45 min |
| 2     | Monika Depta OLG Siegerland                    | 40:30 min |
| 3     | Susen Lösch USV Jena                           | 41:17 min |
| 4     | Hanka Straube SV Lengefeld                     | 41:59 min |
| 5     | Anne Heinemann SV Robotron Dresden             | 46:07 min |
| 6     | Anna Kraj OLF Mainz                            | 47:16 min |
| 7     | Friederike Graumann ESV Lok Berlin-Schöneweide | 48:55 min |
| 8     | Corinna Nieke USV TU Dresden                   | 48:58 min |

## Langdistanz
| Platz | Athlet                          | Zeit      |
| ----- | ------------------------------- | --------- |
| 1     | Sören Riechers Bielefelder TG   | 1:35:29 h |
| 2     | Sören Lösch USV Jena            | 1:35:30 h |
| 3     | Philipp Müller Post SV Dresden  | 1:35:33 h |
| 4     | Bojan Blumenstein OSC Kassel    | 1:38:38 h |
| 5     | Bjarne Friedrichs MTV Seesen    | 1:39:56 h |
| 6     | Leif Bader Post SV Dresden      | 1:41:02   |
| 7     | Wieland Kundisch USV TU Dresden | 1:45:32 h |
| 8     | Teodor Yordanov OC München      | 1:46:21 h |

| Platz | Athlet                             | Zeit      |
| ----- | ---------------------------------- | --------- |
| 1     | Monika Depta OLG Siegerland        | 1:06:32 h |
| 2     | Susen Lösch USV Jena               | 1:07:40 h |
| 3     | Hanka Straube SV Lengefeld         | 1:14:34 h |
| 4     | Resi Rathmann SV Schmalkalden 04   | 1:15:56 h |
| 5     | Anne Heinemann SV Robotron Dresden | 1:22:53 h |
| 6     | Anne Kunzendorf Gundelfinger TS    | 1:23:18 h |
| 7     | Arntraut Götsch USV Jena           | 1:27:36 h |
| 8     | Britta Meißner TV Coburg-Neuses    | 1:30:11 h |

## Staffel
Die deutschen Meisterschaften im Staffel-Orientierungslauf fanden am 24. Mai 2014 in Ehrenfriedersdorf statt. Ausrichtender Verein war der Post SV Dresden.
| Platz | Athlet                                                                        | Zeit      |
| ----- | ----------------------------------------------------------------------------- | --------- |
| 1     | SV TU Ilmenau Florian Bergmann, Sebastian Bergmann, Bjarne Friedrichs         | 2:24:47 h |
| 2     | USV TU Dresden Florian Flechsig, Wieland Kundisch, Jonas Kjäll                | 2:30:18 h |
| 3     | TuS Lübbecke Sören Riechers, Felix Späth, Christoph Prunsche                  | 2:31:16 h |
| 4     | SSV Planeta Radebeul Maximilian Röhnert, Robert Krüger, Christoph Brandt      | 2:35:36 h |
| 5     | DJK Adler Bottrop Roman Schulte-Zurhausen, Paul Lützkendorf, Alexander Lubina | 2:35:39 h |
| 6     | USV Jena Christian Töpfer, Florian Pasda, Sören Lösch                         | 2:36:35 h |
| 7     | SV IHW Alex Berlin Ed Nash, Martin Ahlburg, Marvin Goericke                   | 2:48:21 h |
| 8     | Gundelfinger TS Immanuel Berger, Markus Theissen, Sascha Dammeier             | 2:54:58 h |

| Platz | Athlet                                                              | Zeit      |
| ----- | ------------------------------------------------------------------- | --------- |
| 1     | USV TU Dresden Cornelia Eckardt, Anna Reinhardt, Patricia Nieke     | 2:06:35 h |
| 2     | TV Alsbach Brit Horst, Luise Kärger, Karin Schmalfeld               | 2:07:36 h |
| 3     | USV Jena Marie Hofmeister, Leonore Winkler, Susen Lösch             | 2:07:38 h |
| 4     | MTK Bad Harzburg Resi Rathmann, Nina Döllgast, Josephine Greiner    | 2:15:44 h |
| 5     | USV TU Dresden 2 Mara Jaunsproge, Sophie Gruschka, Fanny Sembdner   | 2:22:29 h |
| 6     | OSC Kassel Paula Mühlstein, Carla Mühlstein, Kirsten Muche          | 2:23:33 h |
| 7     | SV Robotron Dresden Susann Jahn, Elisabeth Heidrich, Anne Heinemann | 2:28:48 h |
| 8     | TSC Berlin Ulrike Winkler, Isabell Jänich, Alexandra Bartsch        | 2:44:27 h |